# Museo de la Pasión Boquense
El Museo de la Pasión Boquense es un museo temático de fútbol dedicado a la historia y los personajes ligados al Club Atlético Boca Juniors. Fue inaugurado el 3 de abril de 2001.Es considerado como uno de los mejores museos de fútbol del mundo.
Tras su inauguración en 2001, se convirtió en el primer museo deportivo de Argentina y el primer museo temático de fútbol en América.
El museo recibe una visita anual de aproximadamente 255 500 personas y, en promedio, 6 de cada 10 turistas son extranjeros.
En una encuesta realizada por el Observatorio Turístico del Ente de Turismo de la Ciudad de Buenos Aires en 2012, lo eligió como uno de los tres museos más visitados de la Ciudad Autónoma de Buenos Aires.
Desde 2014, el museo ha formado parte de la iniciativa del Gobierno de la Ciudad de Buenos Aires denominada La Noche de los Museos, en la cual salas de toda la ciudad abren sus puertas de manera gratuita a los visitantes durante toda una noche.

## Historia
El museo fue inaugurado oficialmente el 3 de abril de 2001.Ocupa una superficie aproximada de 2000 metros cuadrados divididas en dos plantas y demandó más de dos años de investigación histórica. Fue el primer equipo de fútbol argentino en tener un museo propio y el primer museo temático de fútbol de América.

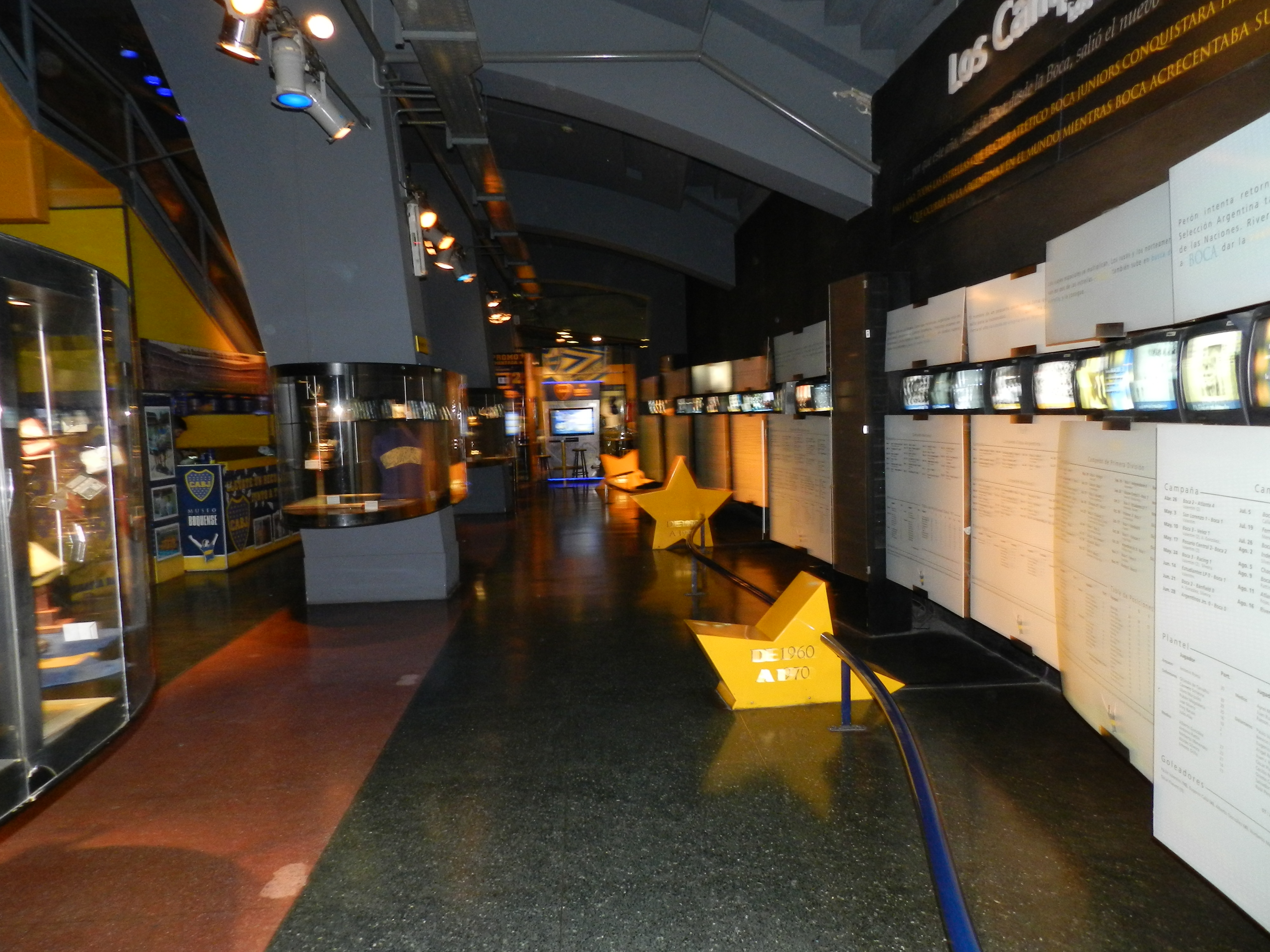
Vista interior del museo.

En el museo se expone de manera permanente un conjunto de memorabilia deportiva, incluyendo camisetas de todas las épocas del club, una sección dedicada a Diego Maradona, fotografías de las giras mundiales del club —incluyendo la primera que el equipo realizó a Europa en 1925—, trofeos obtenidos y producciones audiovisuales con los goles más emblemáticos del equipo.

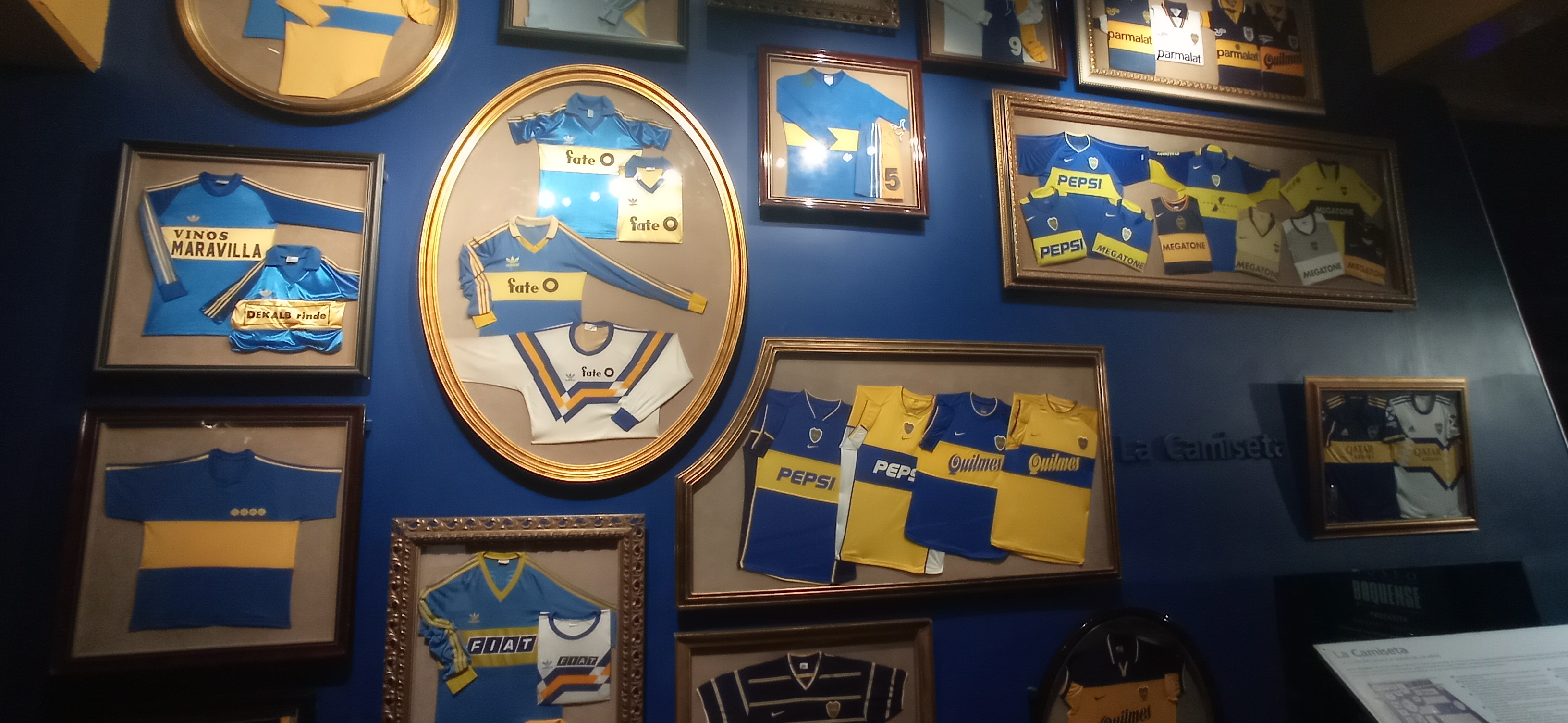
Conjunto de camisetas de Boca.

El Museo ofrece la posibilidad de una visita guiada que, además de la entrada al museo, permite visitar espacios normalmente restringidos al público. La visita guiada permite acceder al interior de La Bombonera, los vestuarios, las salas de prensa, y el césped del campo de juego.

Vista interior de La Bombonera.

En el museo hay estatuas de ocho ídolos del club: Juan Román Riquelme, Martín Palermo, Guillermo Barros Schelotto, Diego Maradona, Ángel Clemente Rojas, Silvio Marzolini, Antonio Ubaldo Rattin y Rubén Suñé.También hay una estatua del director técnico más ganador de la historia del club:  Carlos Bianchiy otra del exentrenador Juan Carlos Lorenzo quien fue bicampeón de las primeras dos Copa Libertadores obtenidas por el club y de la primera Copa Intercontinental.

Estatua de Diego Maradona.

## Recorrido

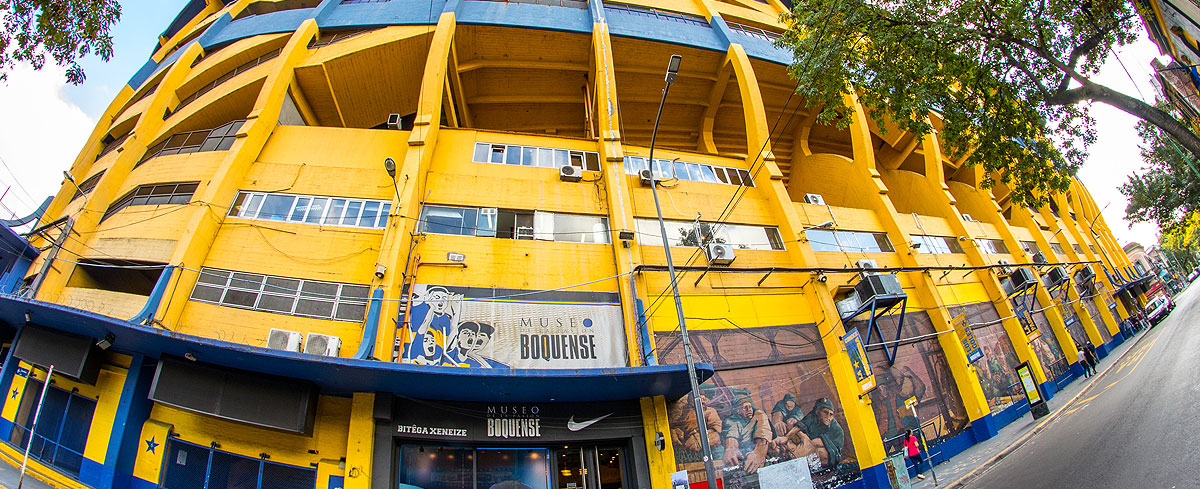
El ingreso al Museo de la Pasión Boquense, en La Bombonera.

- El plantel de todos los tiempos: el recorrido comienza al ingreso del museo donde hay un pasillo con los 26 máximos ídolos del club en tamaño real.[8]

- Los protagonistas: hay una pantalla táctil donde se puede buscar con el nombre y apellido a todos los jugadores que disputaron al menos un partido oficial con la camiseta de Boca desde 1931.[8]

- Esto es Boca: se proyecta un cortometraje en 3D a 360º de siete minutos de duración, donde hace sentir al espectador como un jugador más, al entrar en primera persona junto a los jugadores al campo de juego de La Bombonera mientras se intensifica el «aliento» del «Jugador Número 12». También muestra los alrededores del estadio en el barrio de La Boca. Culmina exhibiendo el recorrido de un futbolista desde sus inicios hasta su debut en primera; con una prueba donde queda elegido para formar parte de las inferiores y los entrenamientos hasta su debut con gol en la primera.[8]

- La camiseta: se exhiben todos los modelos que uso el equipo desde su fundación en 1905 hasta la actualidad.[8]

- Rampa: acceso a la segunda planta donde muestra imágenes y sonidos que reproducen las calles y las casas del barrio de La Boca.[11]

- Acceso al Estadio.[8]

- Boca en el tercer milenio: se exhiben  los títulos obtenidos acompañados de fotos de los hechos.[8]

- Acceso a la cafetería del club «Hard Rock».[1]

- Los directores técnicos: se observan todos los entrenadores a lo largo de la historia que tuvo el equipo.[8]

- Los ídolos: allí se presenta en forma continua un espectáculo audiovisual con los ídolos más importantes de la historia de Boca.[8]

- Los campeonatos: es presentado en una plataforma de 28 monitores que se integra a los trofeos exhibidos y narra los campeonatos ganados por el club.[12]

- La gloria: exhibición de copas y trofeos obtenidos por el club. Documentos históricos, indumentaria y camisetas de los ídolos xeneizes.[8]

- Genio y pasión: es una sección especial, dedicada en forma de homenaje a Diego Armando Maradona.[8]

- Los fundadores de la pasión: se exhiben en un panel, alrededor de 3000 estrellas, cada una con el nombre del socio fundador del museo que pagó 400 dólares en el año 2001 para costear la inauguración. Sus dos socios fundadores más reconocidos son Diego Maradona y Javier Milei.[8][13]

- Tienda donde se venden diferentes artículos relacionados con la historia del club.[12]

## Tipos de visita
Museo: Visita al Museo de la pasión Boquense.
Museo + Visita Express: Visita al Museo de la pasión Boquense. Vista del Estadio desde la Tribuna Popular Sur.
Museo + Estadio Tour: Visita al Museo de la Pasión Boquense. Recorrido por plateas, tribuna, campo de juego y vestuario visitante. 
Museo + Estadio Tour VIP: Visita al Museo de la Pasión Boquense. Recorrido por plateas, tribuna, campo de juego y vestuario local. Incluye una foto en el campo de juego.

## Ubicación y acceso
Está situado entre la curva sur del sector L y C de La Bombonera. El Museo de la Pasión Boquense, se encuentra ubicado en Brandsen 805, La Boca, Buenos Aires.
Se puede acceder mediante:
- Colectivos: lineas 10 20 22 24 25  29 33 46 53 64 70 86 93 129 130 152 159 168 195
- Subte: Líneas C y E.
- Tren: Mitre, Roca y San Martín.
- Taxi o Uber.

## Galería

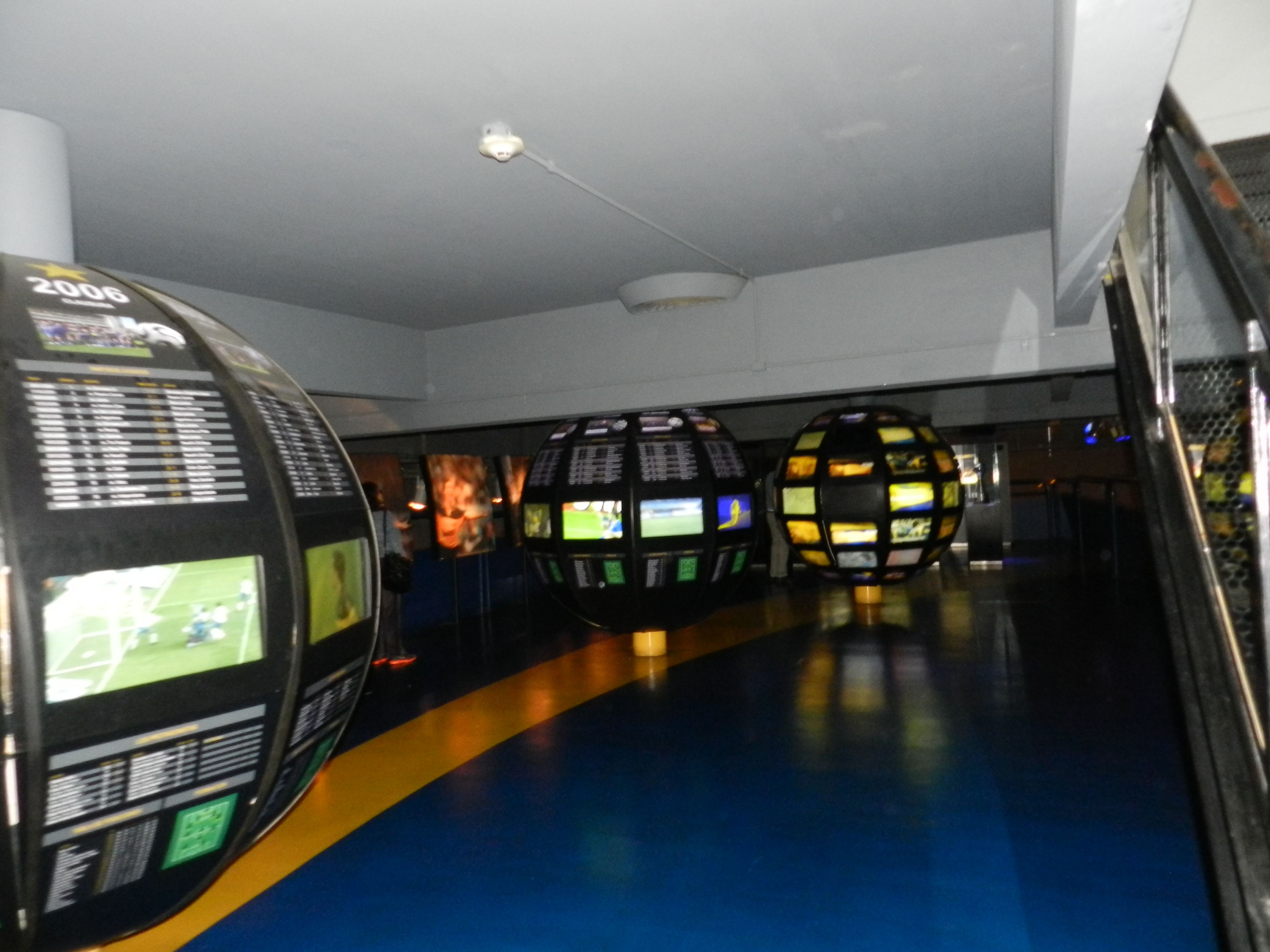
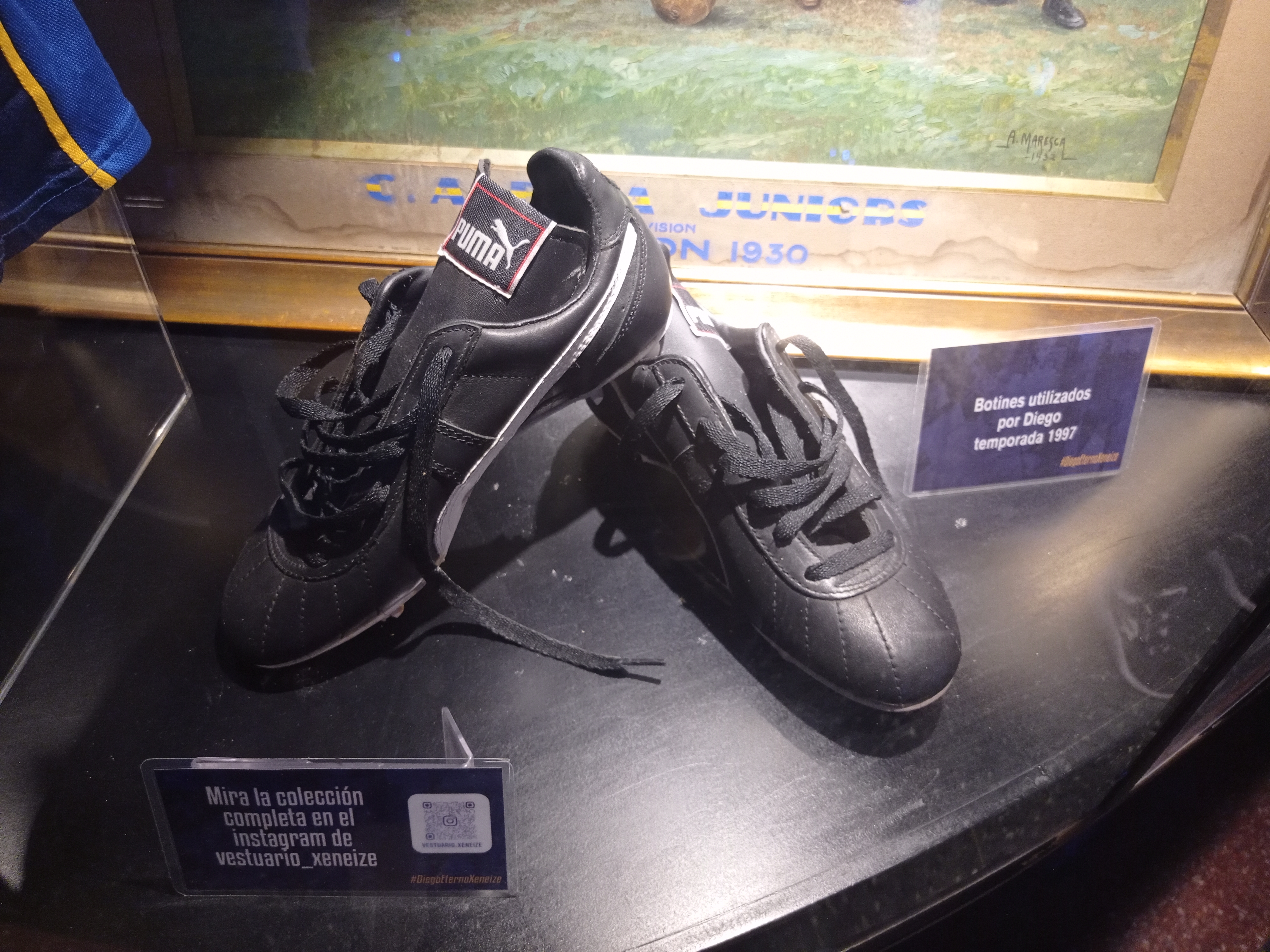
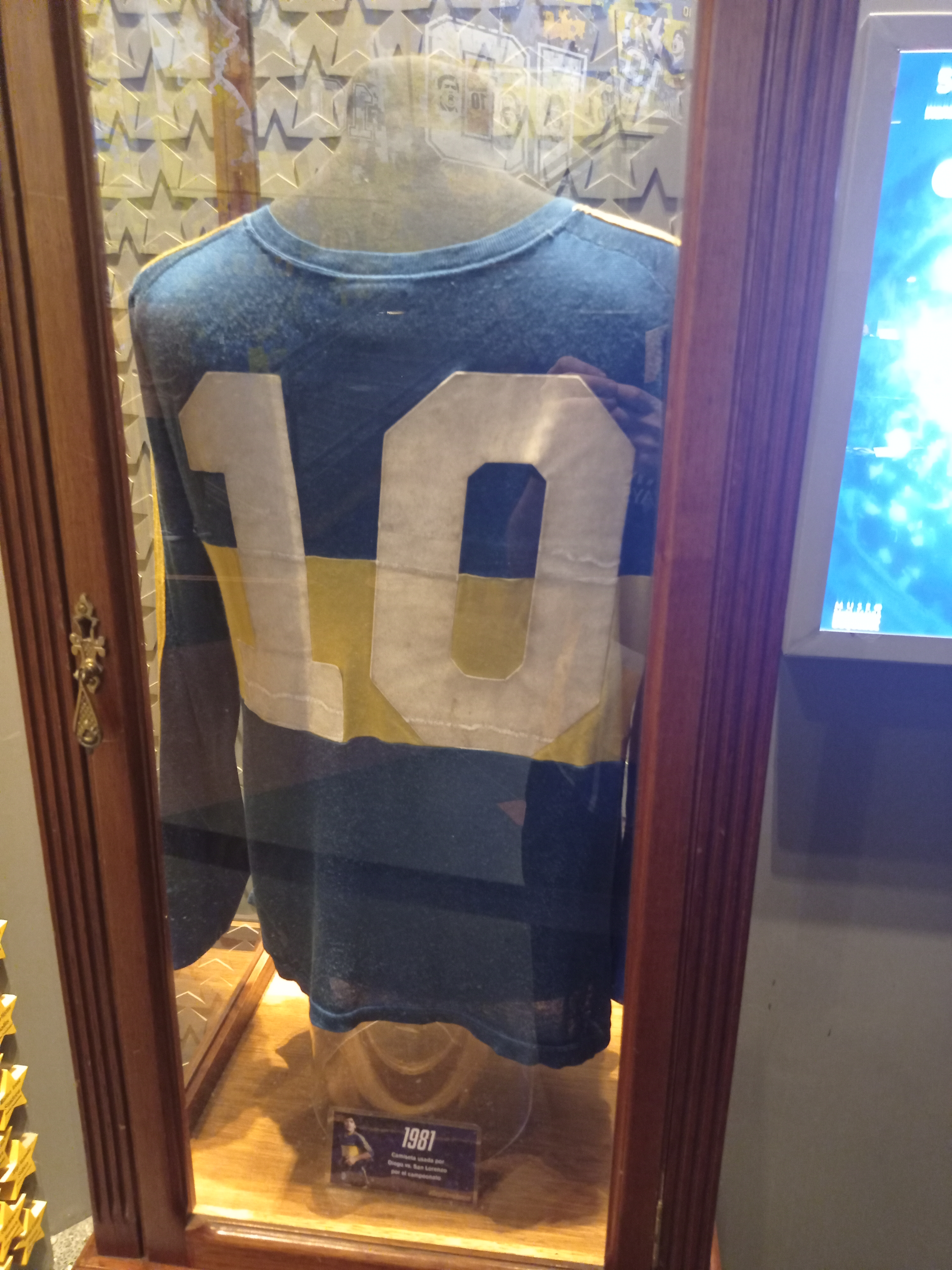
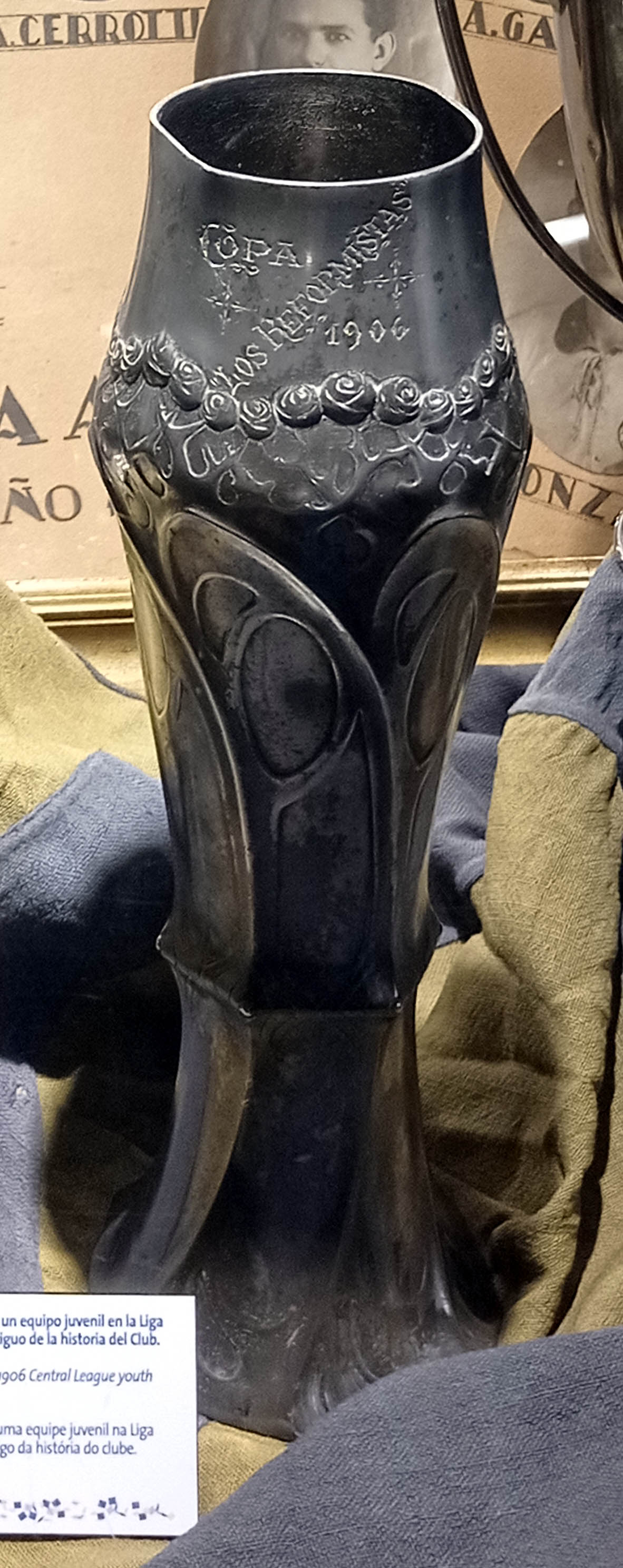
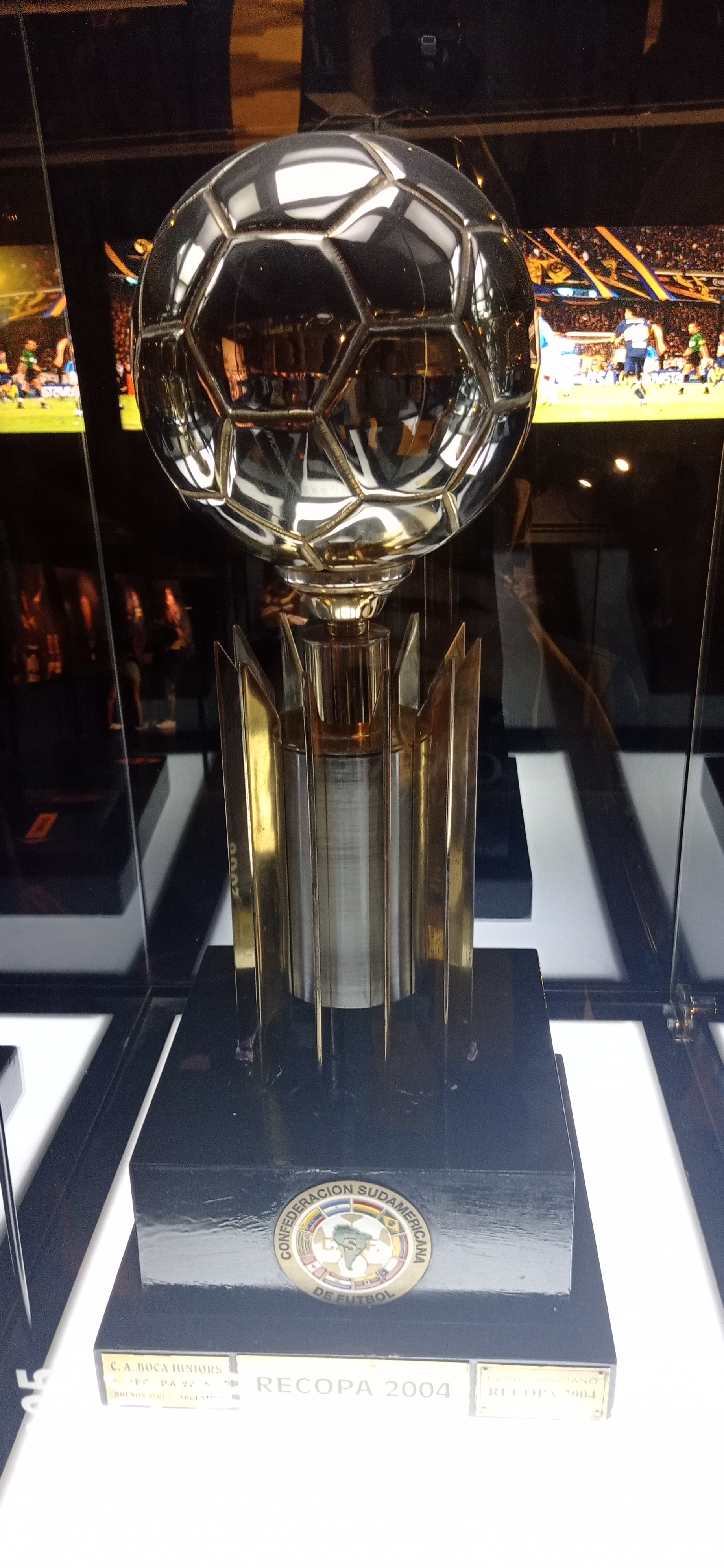
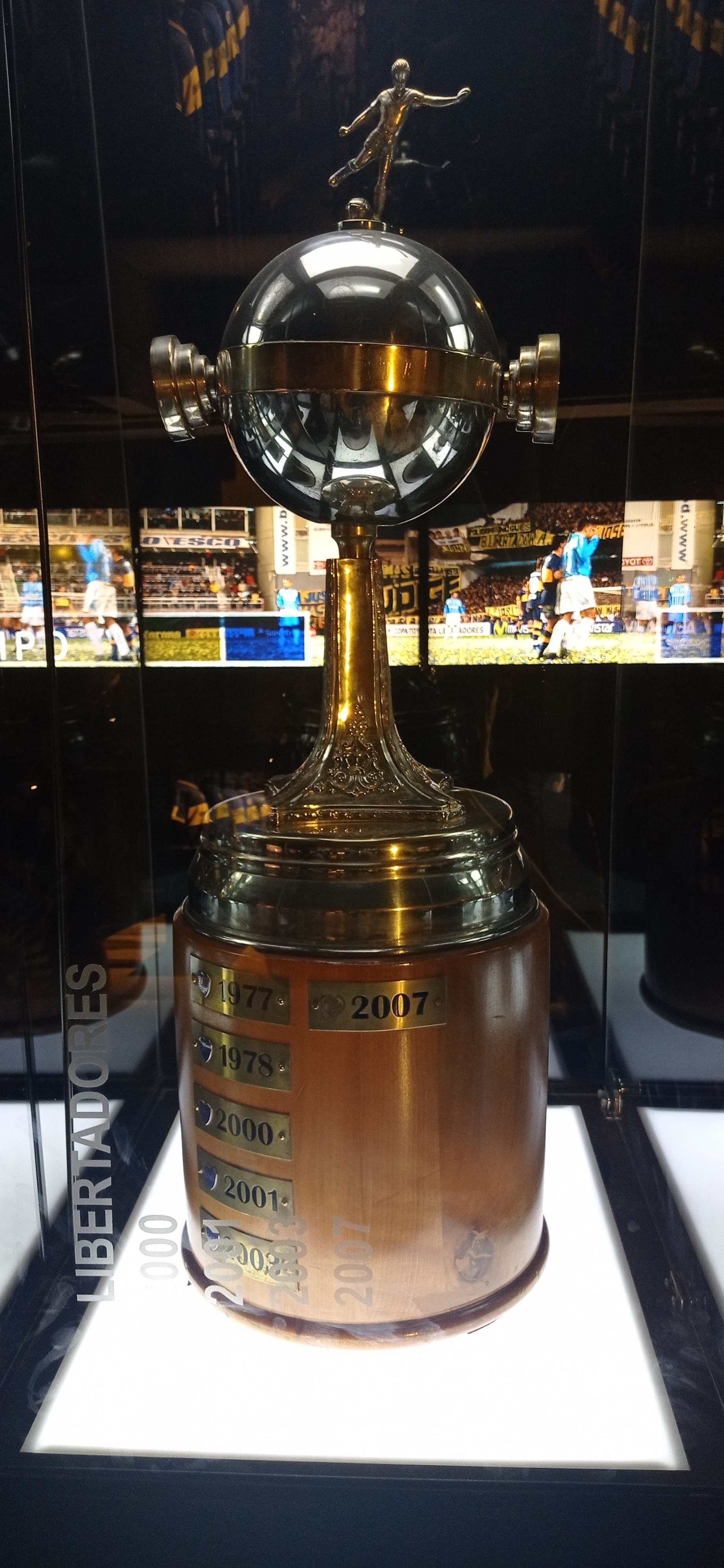
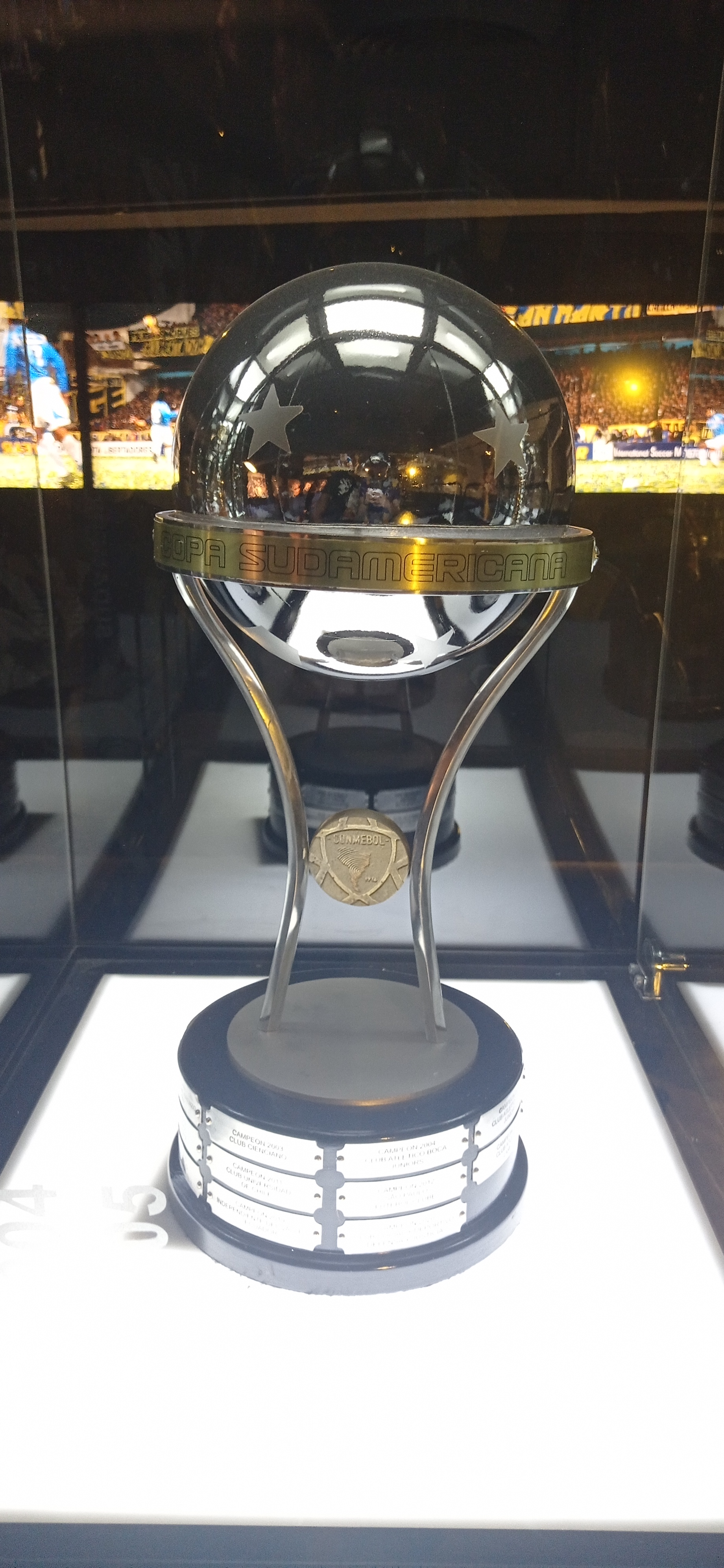
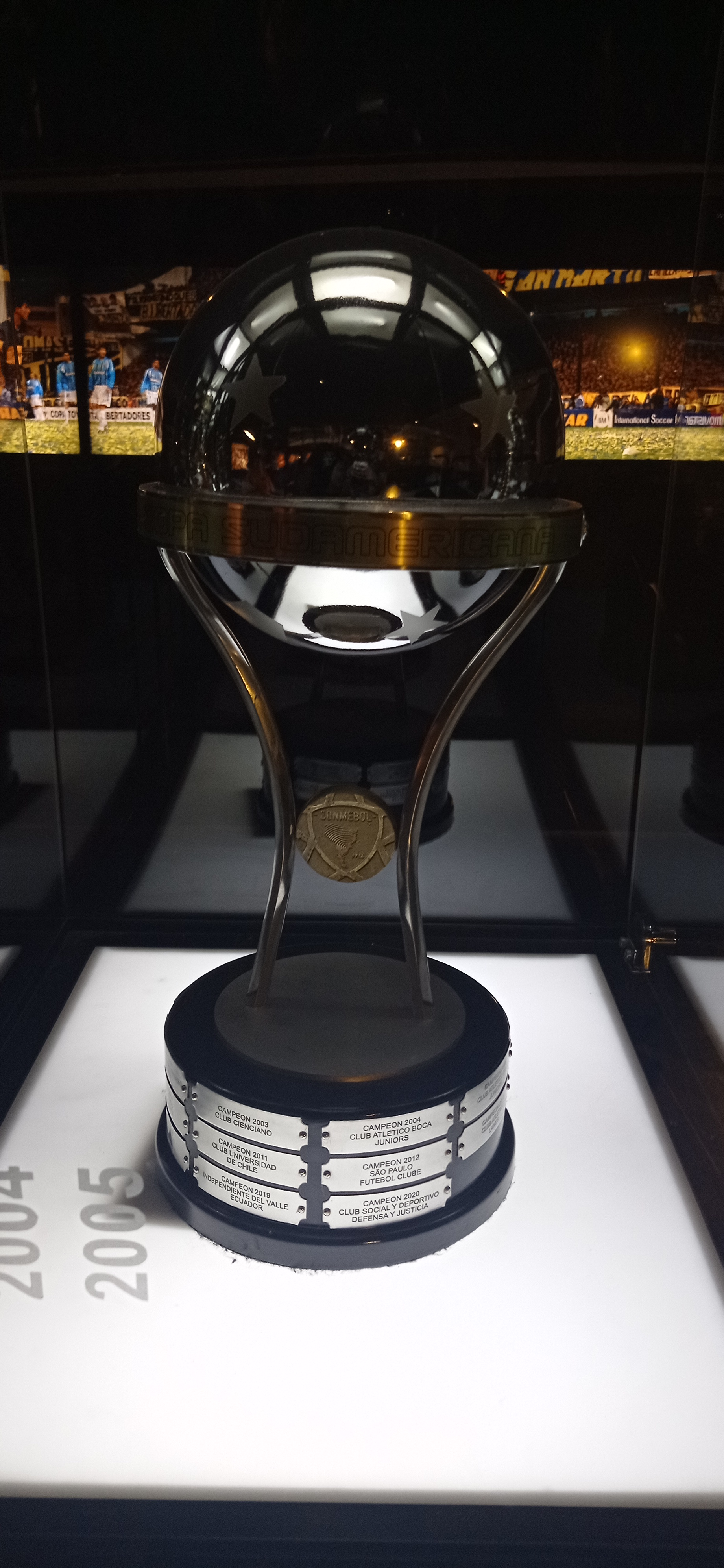
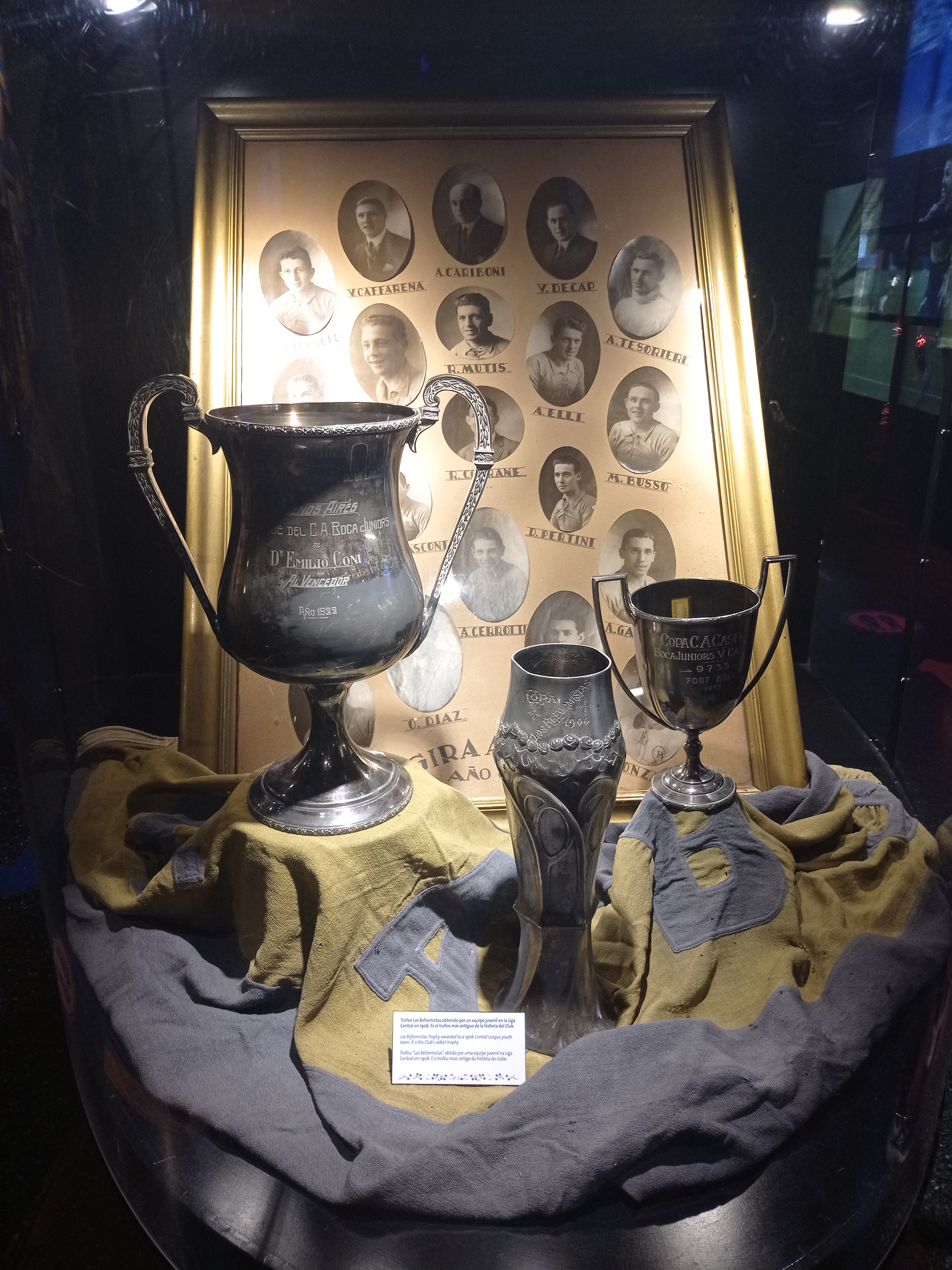
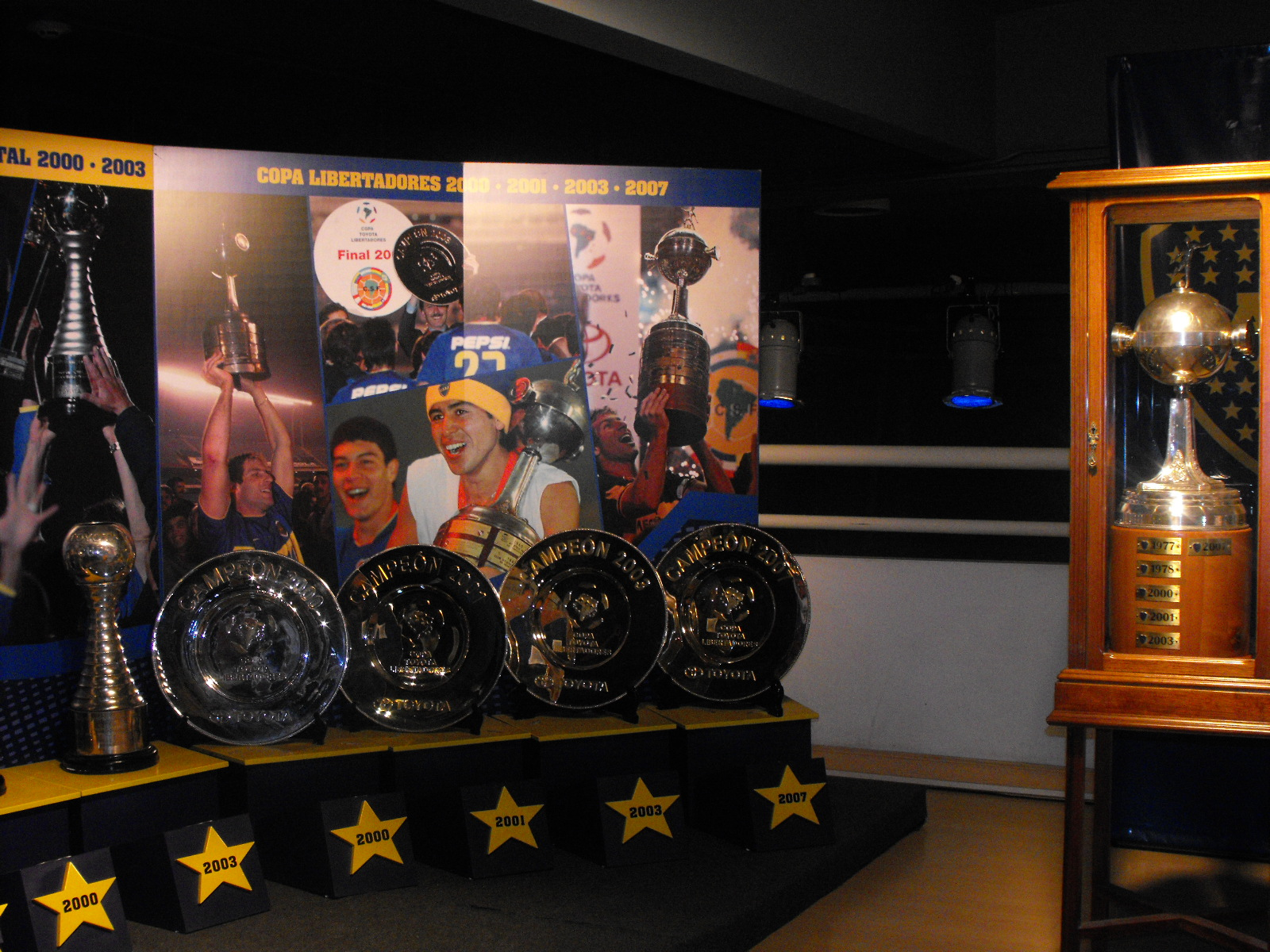
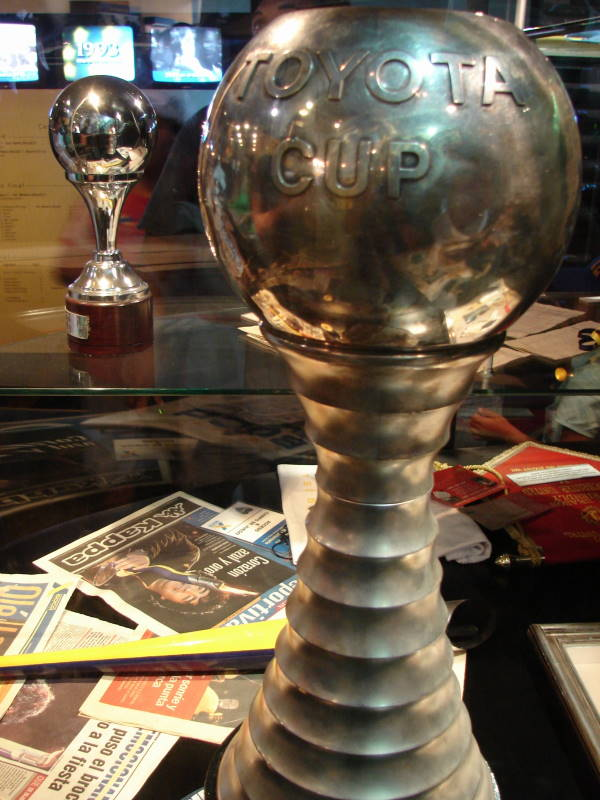
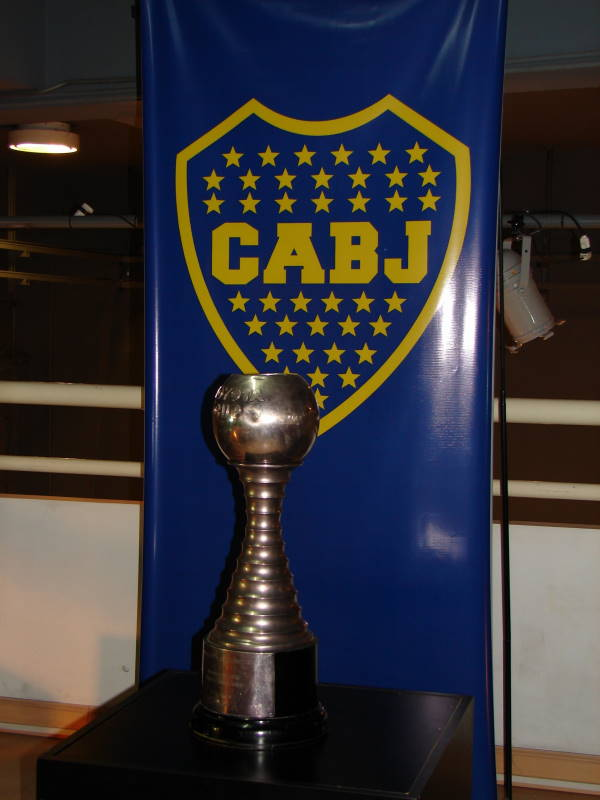
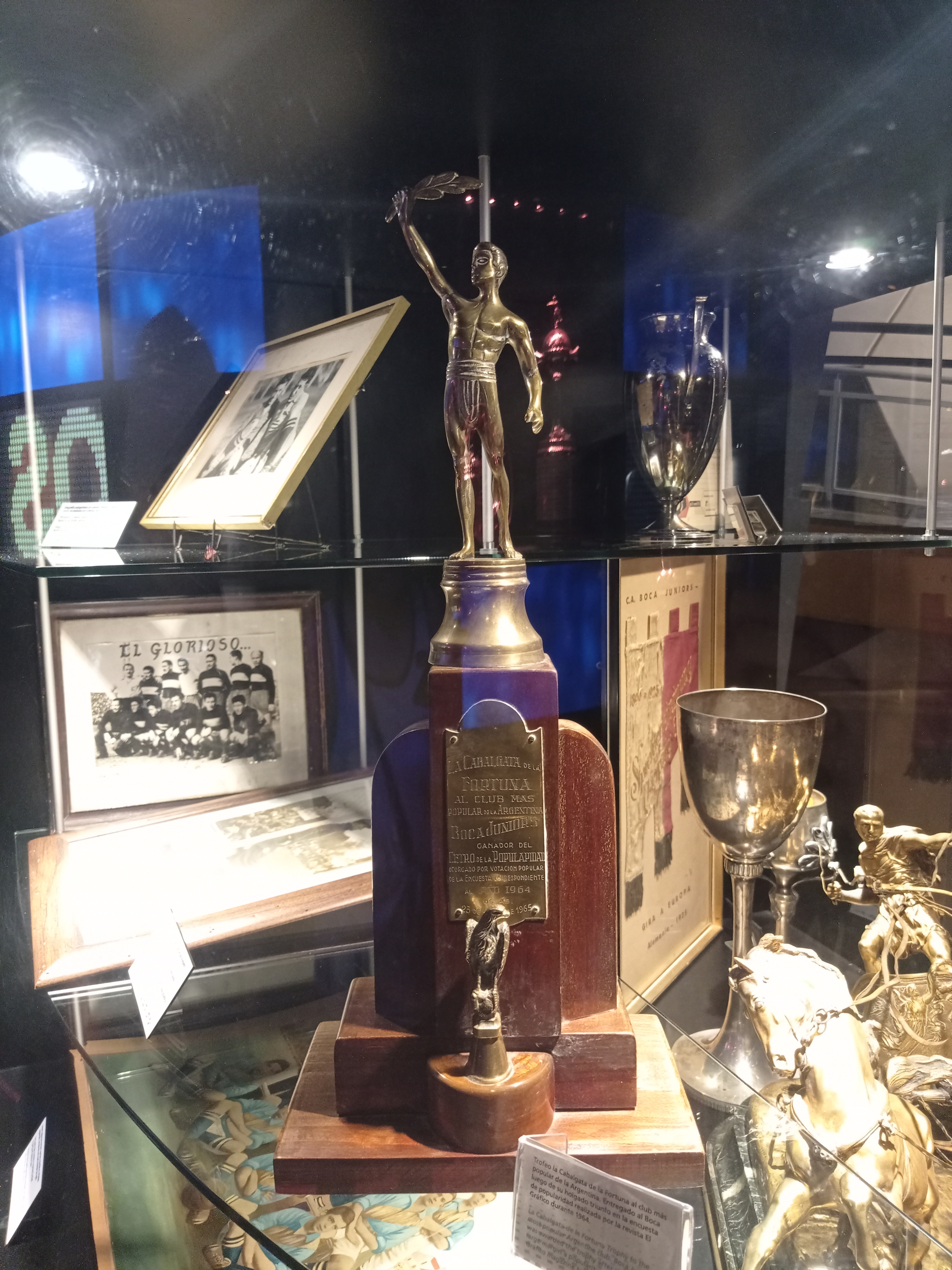
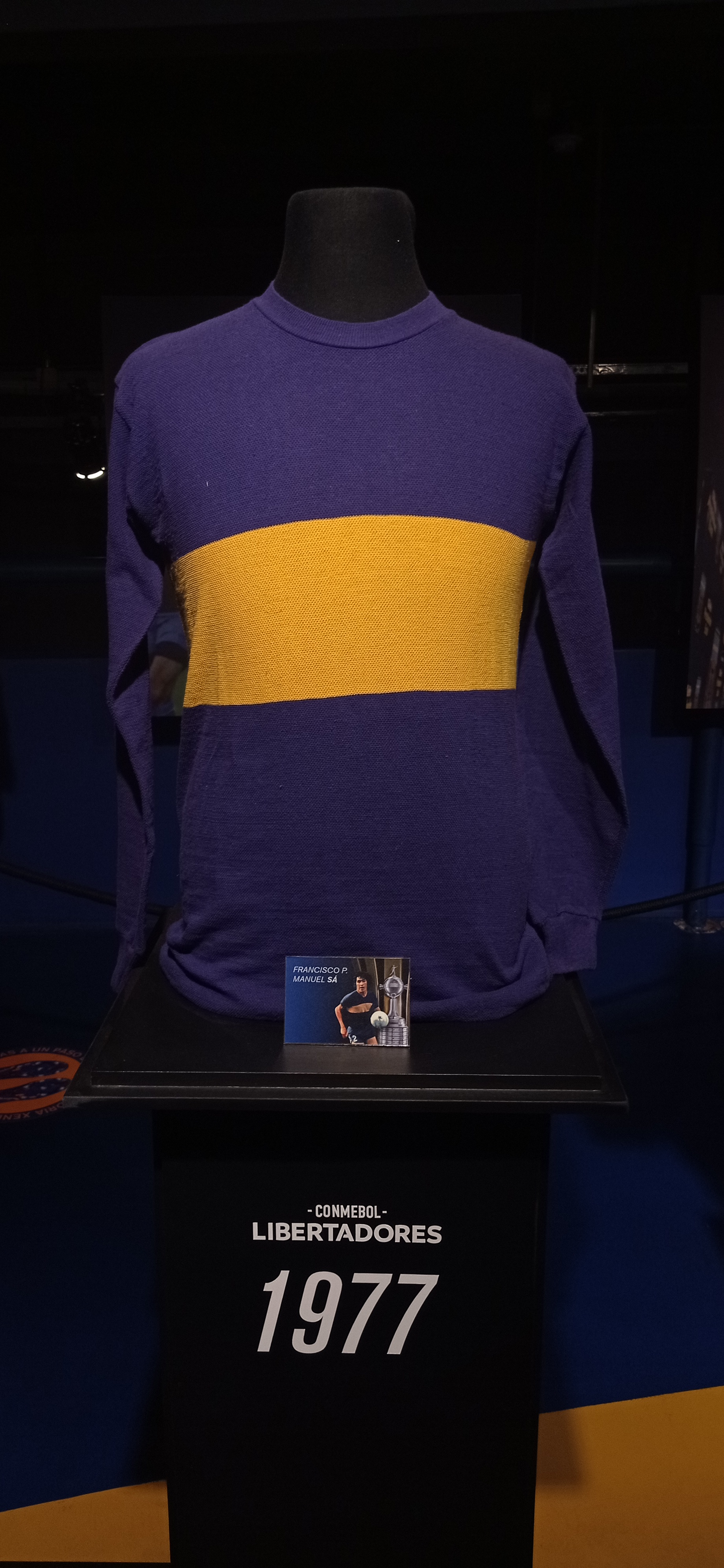
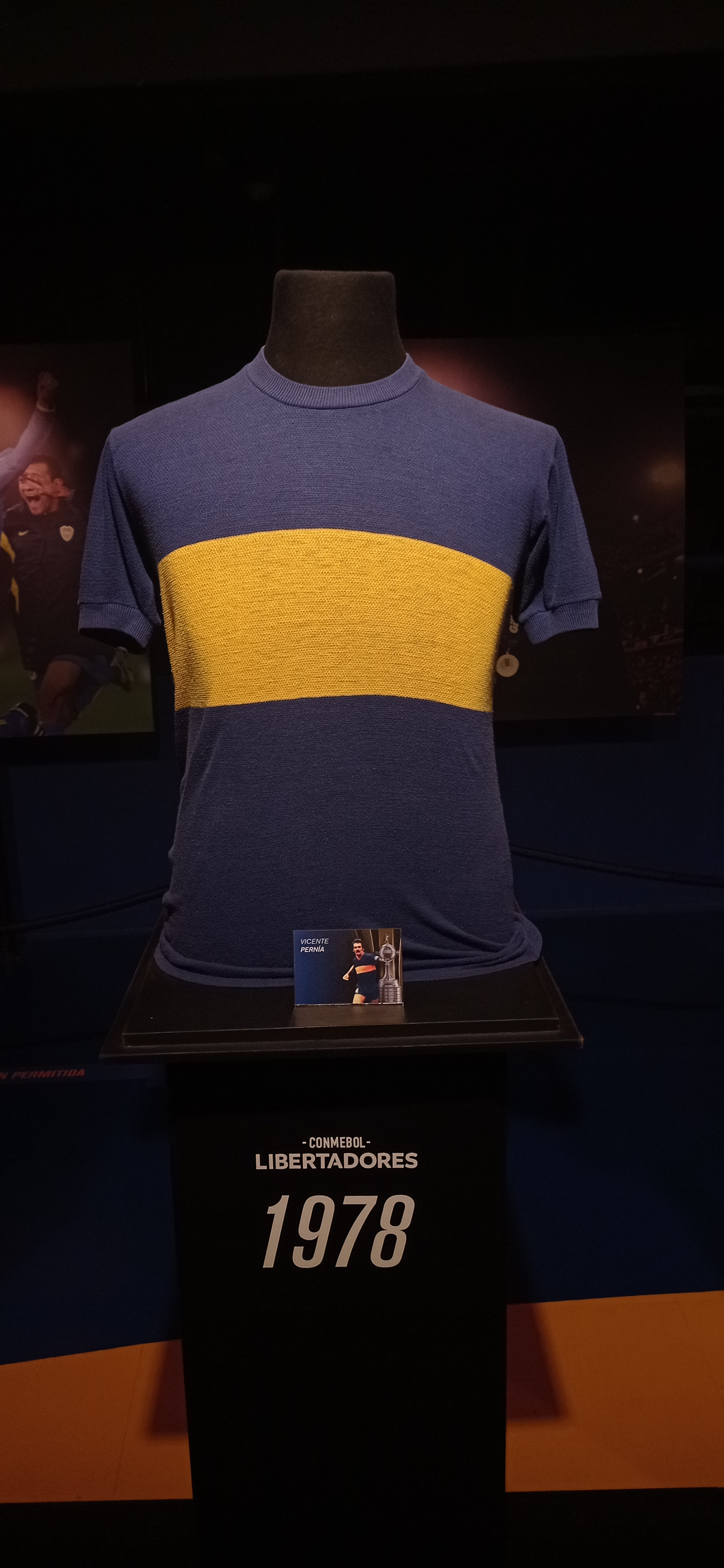
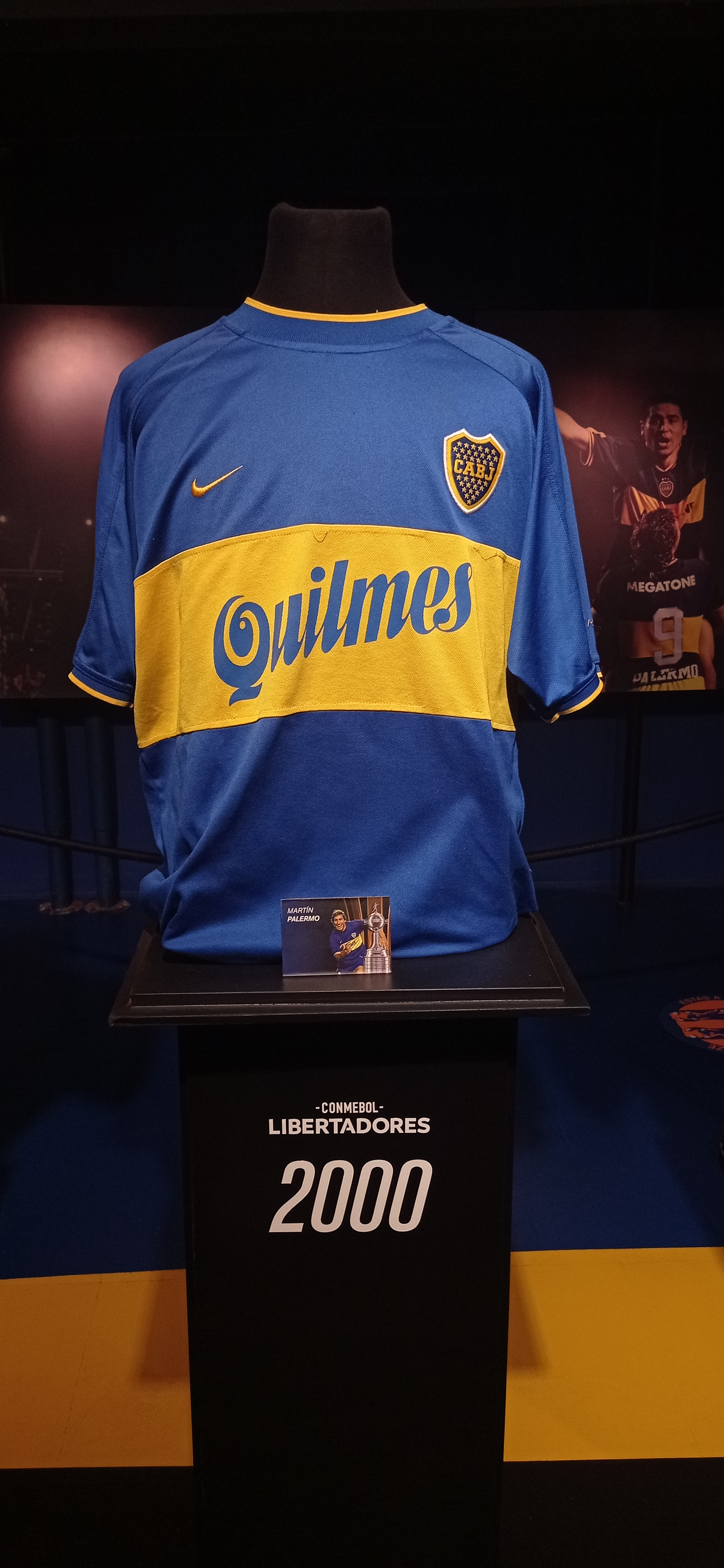
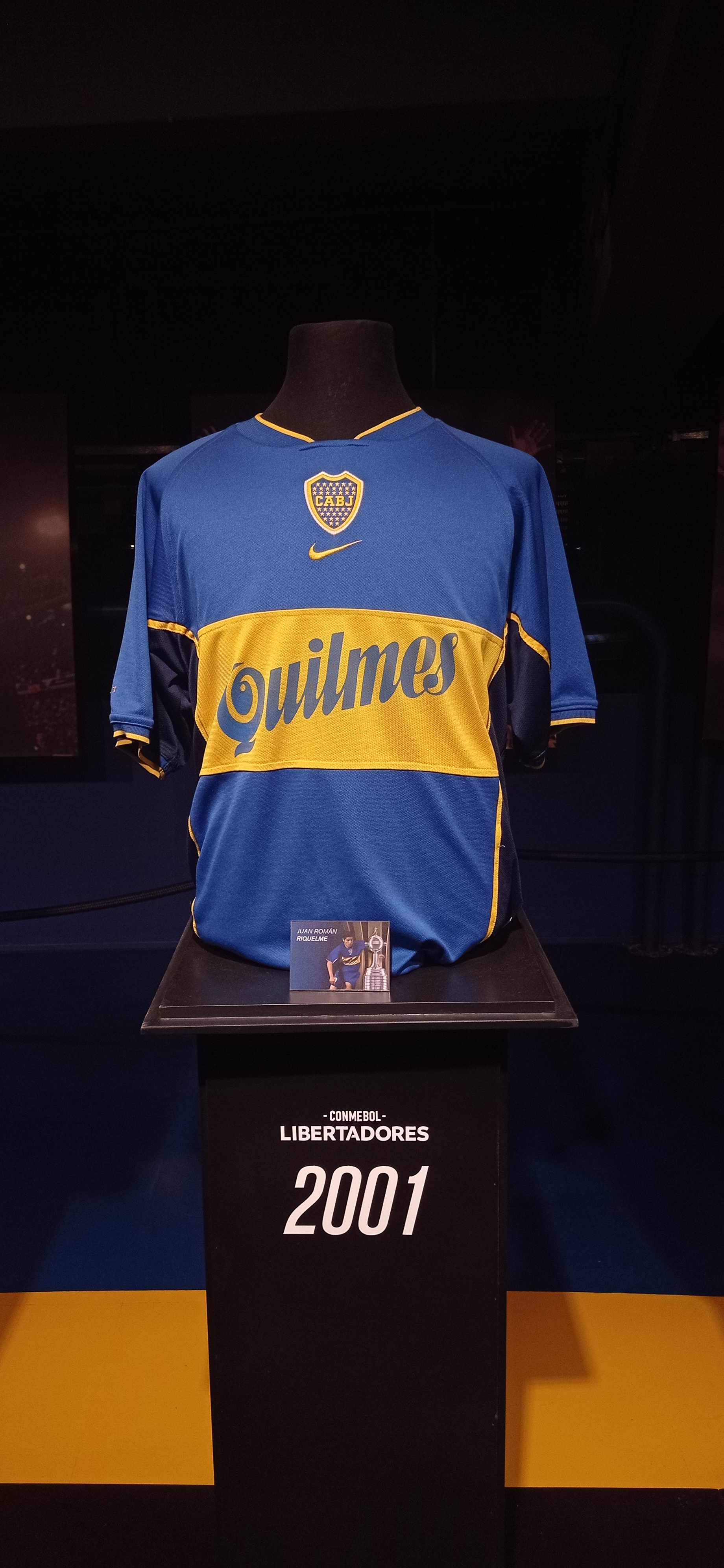
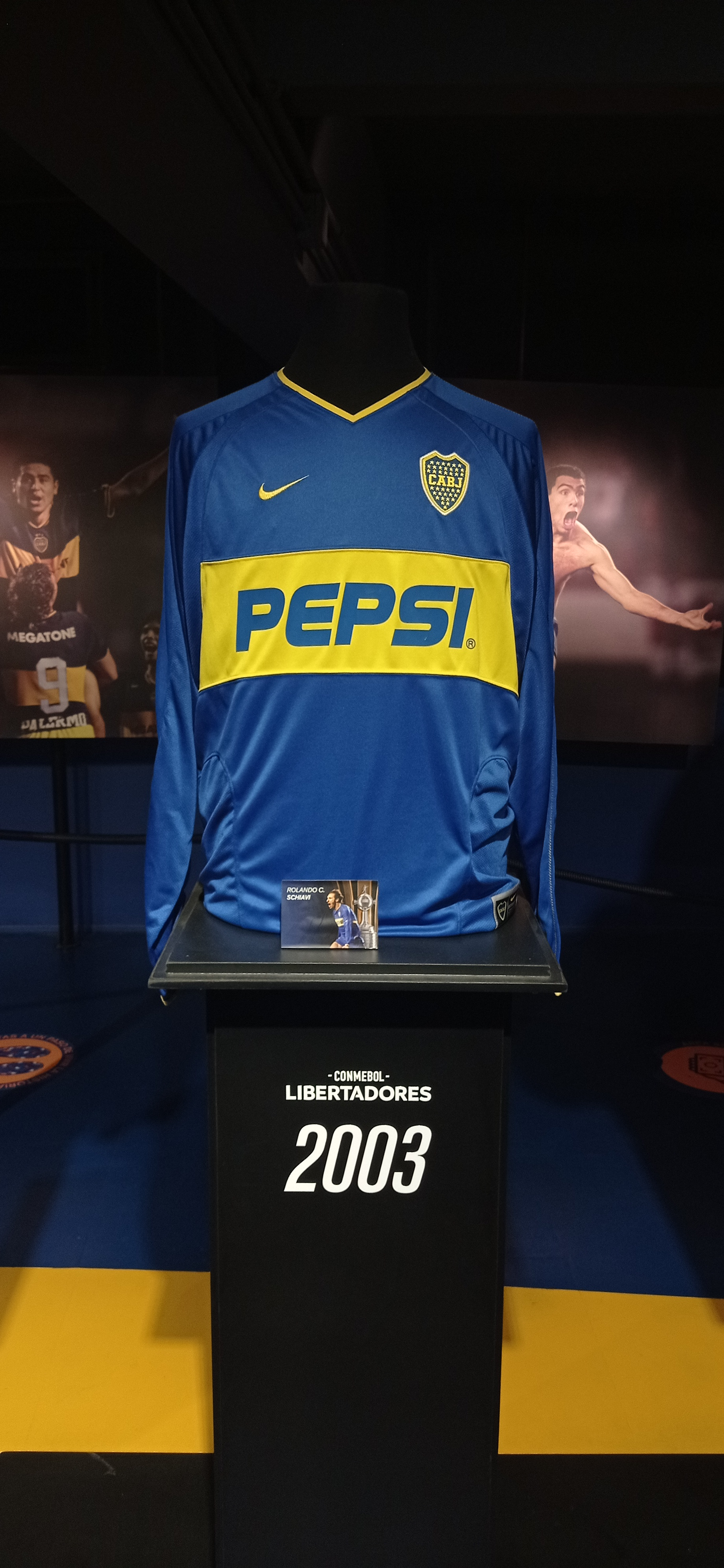
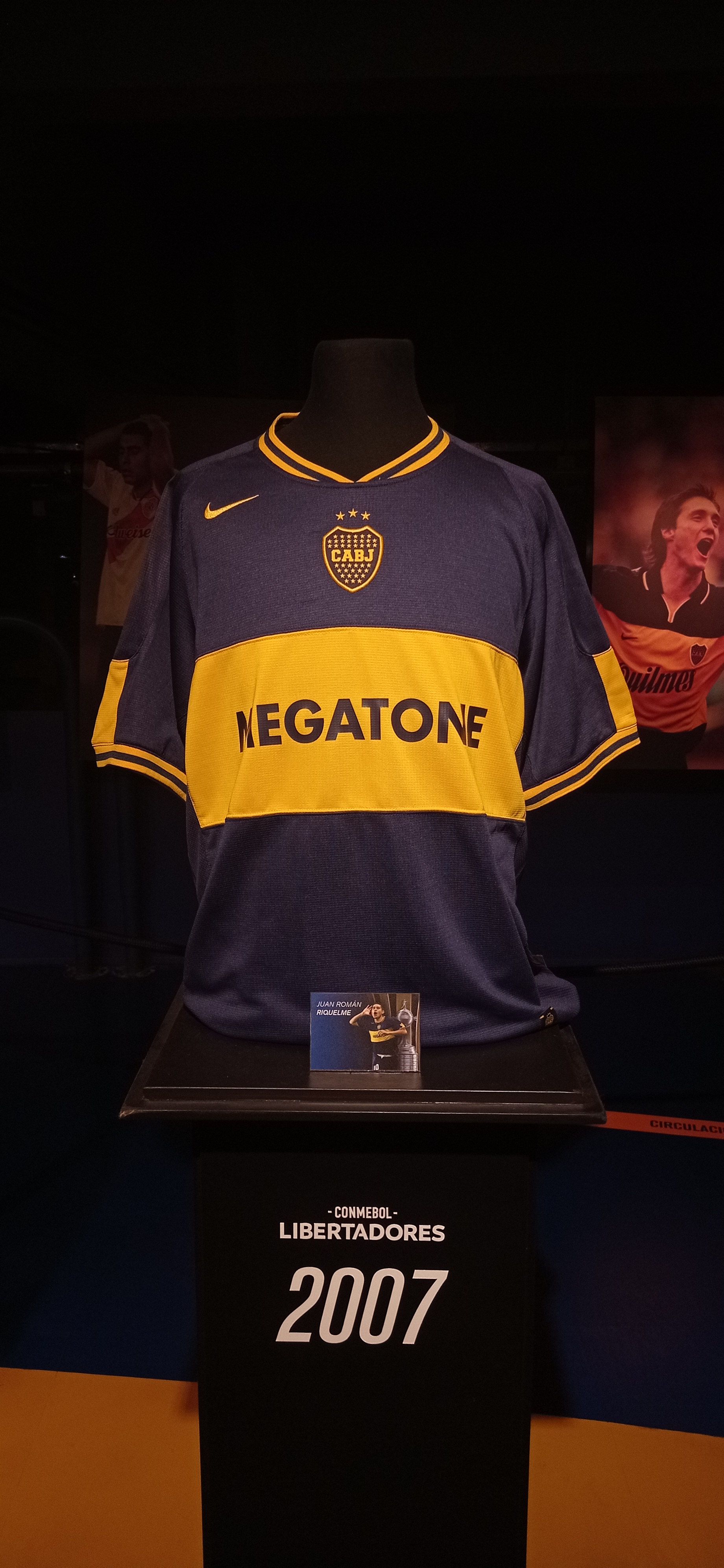